# Безоден лез Алп
Безоден лез Алп (фр. Bézaudun-les-Alpes) насеље је и општина у Француској у региону Прованса-Алпи-Азурна обала, у департману Приморски Алпи која припада префектури Грас.
По подацима из 2011. године у општини је живело 223 становника, а густина насељености је износила 10,4 становника/km². Општина се простире на површини од 21,44 km². Налази се на средњој надморској висини од 860 метара (максималној 1.340 m, а минималној 560 m).

## Демографија
| 1962. | 1968. | 1975. | 1982. | 1990. | 1999. | 2011. |
| ----- | ----- | ----- | ----- | ----- | ----- | ----- |
| 63    | 64    | 61    | 80    | 87    | 143   | 223   |

График промене броја становника у току последњих година